# Luena (Angola)
Luena (1975 előtt Luso) egy város Angola észak-középső részében. Bár pontos információ nem áll rendelkezésre a város pontos lakosságáról, de feltehetően 60 000-től 200 000 főig is élhetnek. Az angolai polgárháború után 2002-ben volt itt utoljára népszámlálás.

## Jonas Savimbi
Angola városának legismertebb UNITA elleni küzdője Jonas Malheiro Savimbi, aki részt vett az angolai polgárháborúban és akit 2002. február 22-én megöltek. 2008. január 3-án Savimbi sírját megrongálták, és az MPLA négy tagját letartóztatták.